# Анетта Кіз
Ане́тта Кіз (англ. Anetta Keys, справжнє ім'я Анета Шмрхова (чеськ. Aneta Šmrhová); нар. 18 листопада 1983, Крживоклат, Чехія) — чеська порноакторка та еротична модель.

## Біографія
Народилася в місті Крживоклат (Чехія). У 18 років дебютувала в Інтернеті як фотомодель. Зніматися в порнофільмах почала у 2001 році.
Знімалася для журналів Hustler, Penthouse, чеської версії журналу Playboy (дівчина січня 2004 року) та інших.

## Фільмографія
- Anetta Keys — Best Of[5] (нім.)
- Tabulose Schönheiten (Special Edition, 2 DVDs)[6] (нім.)
- Lesbian Fantasies[7]
- Babes Uncensored — Anetta Keys[8]
- First Class Nudes Vol.01[9]